# Arbus (Pirenéus Atlânticos)
Arbus é uma comuna francesa na região administrativa da Nova Aquitânia, no departamento dos Pirenéus Atlânticos. Estende-se por uma área de 13.89 km². Em 2010 a comuna tinha 1 235 habitantes (densidade: 88,9 hab./km²).